# Millars (Rosselló)

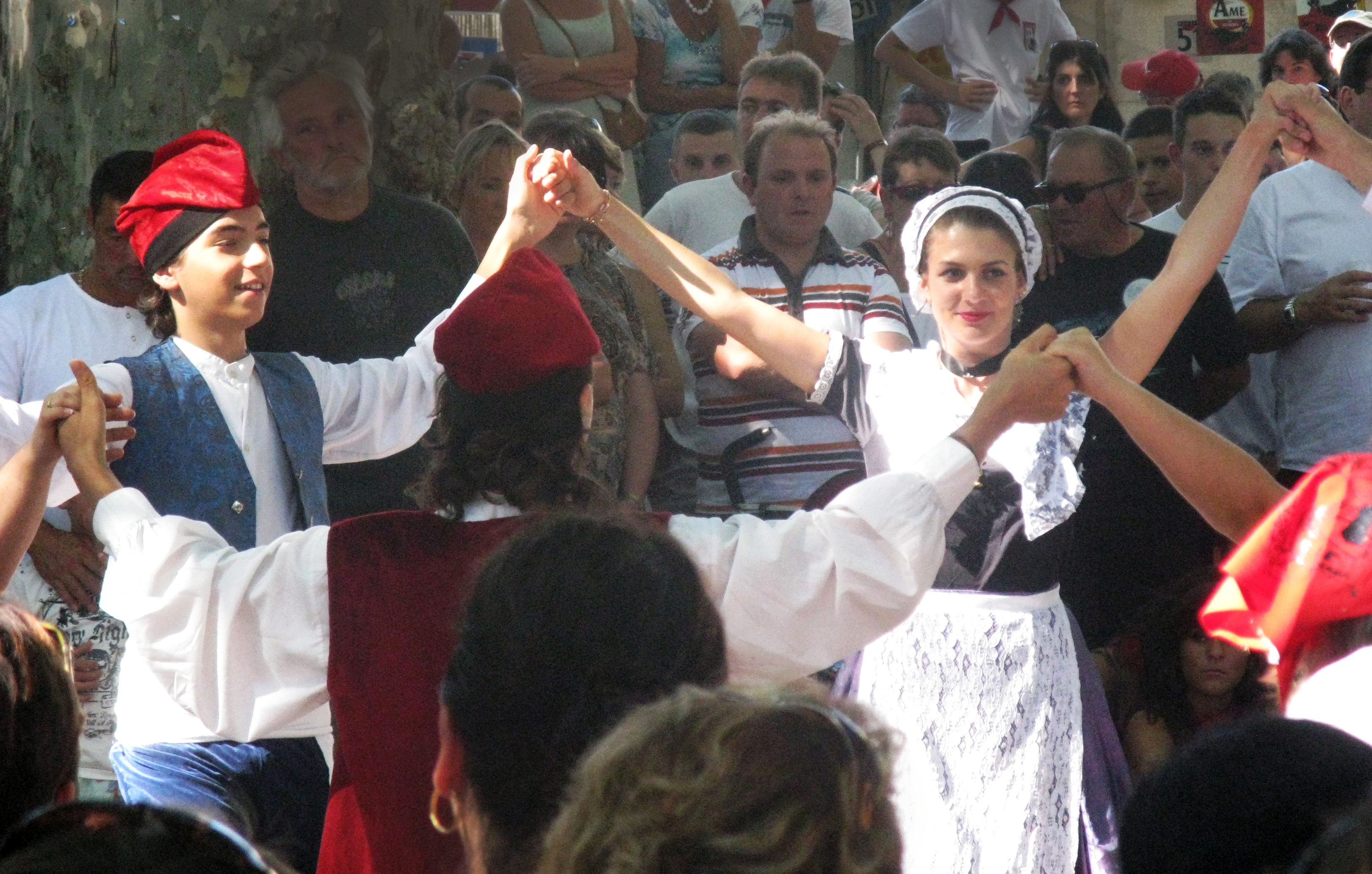
Sardanes a la fira de Millars

Millars ([mi'ʎas], en francès Millas) és un poble, cap de la comuna del mateix nom, de 4.077 habitants, de la comarca del Rosselló, a la Catalunya del Nord. S'estén a banda i banda del riu Tet. Es troba gairebé al límit septentrional del territori de llengua catalana, ben a prop del Fenollet occità. La dita diu: "A Millars, fan el cafè amb el topí (sic)" i "El campanar de sorra".

## Toponímia
L'etimologia més plausible de Millars, com sembla indicar-ho l'escut del poble provindria del cultiu del mill. Aquest nom, sota una forma llatinitzant "Millares", es documenta per primer cop el 898. Existeix la hipòtesi que el nom de la població podria provenir de les milliaria, pedres miliàries, atès que Millars era una important cruïlla de camins, principalment la via conflentana, de Ruscino al Conflent, i la via que pel Coll de la Batalla (Caladroer) mena a la Fenolleda.

## Geografia

### Localització i característiques generals del terme

Situació de la comuna de Millars en el Rosselló

El terme comunal de Millars, d'una extensió de 191.200 hectàrees, és a la comarca del Riberal de la Tet, al nord de la dels Aspres, a prop de l'extrem de ponent de la comarca del Rosselló i, al nord, al límit amb la de la Fenolleda.
El terme comunal de Millars s'estén a banda i banda de la Tet, amb dues zones molt diferenciades: a la dreta del riu, la plana del Riberal, on es troba el poble de Millars, essencialment agrícola. A l'esquerra del riu es troba la zona més muntanyosa, que forma part del massís que separa les valls de la Tet i de l'Aglí; en aquest costat del riu, només hi ha la zona de Dellà l'Aigua amb característiques semblants a la del Riberal, ja que pertany a la terrassa fluvial de la Tet. La resta de la meitat nord del terme comunal està dominada pel Mont Ner, punt culminant del Massís de Força-real, que s'estén des del Coll de la Batalla (Caladroer), a ponent, fins al límit oriental del cim del Mont Ner, a llevant (el vessant est i sud-est d'aquesta muntanya són ja dins del terme de Cornellà de la Ribera.
Termes municipals limítrofs:
| Bellestar    | Montner           |                                          |
| Nefiac       |                   | Cornellà de la Ribera Sant Feliu d'Amunt |
| Corbera Illa | Corbera la Cabana | Cameles                                  |

### El poble de Millars
Com altres pobles rossellonesos, el de Millars s'origina en la cellera formada al voltant de l'església de Santa Eulàlia i del seu cementiri vell, actualment desaparegut. La vila s'eixamplà al voltant de la cellera, sobretot pel nord, oest i sud, formant una vila medieval murallada, dins de la qual ja es reconeixien els barris del Carrer del Rec, del Carrer dels Nois, del Carrer Major, del Castell i de la Muralla, i que englobava l'imponent Castell de Millars. Posteriorment, superant la vila closa, aparegueren els barris del Camí de Nefiac, de la Ruta de Nefiac, de la Ruta de Perpinyà i de la Ruta d'Estagell. La importància de Millars feu que el poble disposés d'hospital, la capella del qual, dedicada a la Mare de Déu dels Dolors és conservada dins del nucli de població.
Prop del poble de Millars, actualment ja quasi englobada pel sector nord-est del nucli urbà, es troba la Font del Rei, o de Millars, que forneix una aigua de gran puresa. Aquesta font era l'excusa perfecta per a les visites del general de Mailly, esmentat a l'apartat d'història, a la marquesa de Millars, vídua jove de bon veure, segons diuen les cròniques.
El creixement contemporani de Millars s'ha produït, com en molts llocs de la Catalunya Nord, a partir d'urbanitzacions, com les dels Camps Grans i la de la Font de la Milla. A part, cal tenir en compte el vil·latge de vacances el Capítol.

### Caladroer
Caladroer és un antic territori de Millars que des de la Revolució Francesa, quan es constituïren els municipis moderns, forma part oficialment de la comuna de Bellestar (Fenolleda). És un enclavament català dins de terra occitana, de manera que la seva toponímia és catalana, mentre que la de la resta de la seva comuna actual és occitana. Es tracta ben bé de la meitat oriental del terme de Bellestar.

### Força-real
La capella de Nostra Senyora de Força-real és a l'extrem nord del terme de Millars, al límit amb la comuna veïna de Montner. De fet, el conjunt de l'edifici és dins de Montner, i només la terrassa meridional pertany a Millars. Es tractava d'un castell fronterer, del qual ha subsistit la capella, convertida en ermita el 1693 per Joana de Ros, baronessa de Montclar i senyora de Millars. El lloc ofereix una panoràmica excepcional sobre el Riberal i la Vall de l'Aglí.

### Sant Martí de la Riba
Sant Martí de la Riba actualment no és res més que un oratori. És a la riba esquerra de la Tet, i en temps pretèrits arribà a ser un lloc fortificat. El 1266 era una granja que depenia del monestir cistercenc de Santa Maria de Jau, o de Clariana. A prop seu es troben les ruïnes de l'antic oratori de la Mare de Déu, esmentat el 1760 i desaparegut en un aiguat de la Tet.

### Els masos del terme
Millars compta amb alguns masos dispersos pel seu terme, com el Casot de l'Aris, el d'en Bef, el d'en Befarà, el d'en Mestres, el de Pardinella, diversos casots de vinya, el Cortal d'en Barra, el del Baró, abans Cortal Sagarriga, el d'en Pasqual, el de Quintús, el Cortal Selva, Mas Batlle, Mas Bonet, Mas Borrell, o Taulet, abans d'en Reganya, Mas Cases (mas antic, desaparegut), Mas Combes, Mas de la Garriga, Mas de l'Azaís, abans Cortal Selva, Mas Deloris, abans Mas de Sagarriga o de sa Garriga, Mas dels Capellans, Mas de Madama, o Mas Camps, Mas d'en Burgat, Mas d'en Cases, abans Mas Oriol, Mas d'en Ferriol (ara en ruïnes), Mas d'en Taxi, Mas Garriga, abans Mas o Cortal Bonet, Mas Molines, Mas Pellicer, Mas Reinal, abans Mas d'en Ronda, Mas Sant Andreu, o Lacomba, Mas Saragossa, Mas Selva, o de la Selva, abans Mas Forgues, Mas Torrent, abans de Montboló, i el Mas Trencat (ara també en ruïnes), el Molí Nou, el de l'Oli, el Molí Fabressa, abans Molí Benecís, la Teuleria d'en Comes, la d'en Tolzà i la desapareguda teuleria de Vall-llobera. D'altres edificacions aïllades són l'Antena de Força Real, la capella de Nostra Senyora de Força Real (en realitat dins del terme de Montner), el desaparegut Castell de Força Real, la Cava Cooperativa, el Cementiri Nou, el Convent (els tres darrers a prop del poble), la Destil·leria, la Gara, la desapareguda, per un aiguat de la Tet, capella de la Mare de Déu del Remei, l'Oratori de la Ruta Vella de Perpinyà, l'Oratori d'en Pasqual, l'Oratori de Sant Martí de la Riba, la Pedra Llarga, dolmen destruït, el Pont de la Bosqueta (nom en desús, ja perdut), el Pou de Gel.

### Els cursos d'aigua
A la zona plana del Riberal, dins del terme de Millars, hi ha tots de cursos d'aigua d'irrigació, per abastir d'aigua els camps del terme: Agulla de l'Abat, Agulla de la Comuna de Millars, Agulla de la Comuna de Nefiac, anomenada de les Colomines a Nefiac, Agulla de la Figuerassa, Agulla de la Mala Branca, Agulla de la Ruta de Perpinyà, Agulla del Camí de l'Ambega (ve de Nefiac), Agulla del Camí Vell de Nefiac, Agulla del Camp Boixó, Agulla del Camp de l'Esteve, Agulla del Camp del Mas, Agulla del Camp del Rec, o del Cacalar, Agulla de les Aigues Vives, Agulla de les Argiles, Agulla del Mas d'en Baus, Agulla del Molí Nou, Agulla de l'Oratori, Agulla del Perer, Agulla del Pinyer, Agulla dels Aspres, Agulla dels Camps Llargs, Agulla dels Oms, Agulla de l'Ull de Sant Joan, Agulla del Volonàs, Agulla d'en Brial, Agulla d'en Felip, Agulla d'en Patrac, la Botada d'en Ferriol (nom ja en desús), el Cabirà, el Rec de la Font, o de la Font del Rei, el del Molí, el de Millars, també anomenat Rec del Molí, el Rec de Perpinyà, o de les Canals, el Trenc de Fontdera (també nom antic), l'Ull de Darnius, el de l'Abat, el de la Comella, el de l'Agulla de la Comuna de Millars, el de l'Agulla de la Figuerassa, el de l'Agulla del Camí de l'Ambega, el de l'Agulla de l'Oratori, el de l'Agulla dels Aspres, el de l'Agulla dels Oms, el de la Majestera, el del Camp Boixó, el del Camp de l'Esteve, el del Carrer del Rec, el del Molí, o de l'Agulla del Camí de Perpinyà, el del Perer, el del Pinyer, el del Puig, abans de la Puig, el dels Capellans, o de l'Hospital, abans Trenc de l'Hospital, l'Ull d'en Brial, el d'en Boixó, el d'en Felip, el d'en Ferriol, el d'en Patrac, el d'en Selva, abans Ull del Canonge Selva, el de Pastor (altre nom ja en desús), el de Sant Joan, o Ullal Major, abans Ull de Dom Joan, o del Comte Ros, i Ull d'en Patrac.
Creuen el terme de Millars els rius anomenats la Tet i el Bulès, complementats pel torrent de la Comalada, a prop del límit meridional del terme. Al sud del terme només es troba el Còrrec de les Comelles, que prové de Corbera la Cabana. La Tet recull les aportacions de tot un conjunt de còrrecs que davallen del massís del nord del terme; de ponent a llevant, es troben els còrrecs del Duc; de Sant Martí, al qual anteriorment s'han unit els de la Missera, de l'Arca, de la Coma Fonollera, de les Clairanes, del Mas Denaigues, de la Coma d'en Margall, del Coll del Bou, el de la Corbatera i del Dragó; els dos còrrecs de les Planes; el de la Coma de Jan, i el de la Vall-llobera, que aporta el de les Arboceres, els dos còrrecs dels Camps Bernats i el de la Coma de Vinagre, que recull dels Campells.
En terme de Millars hi ha algunes fonts destacades, com la Font, o Font de la Garriga, i la Font del Rei, o Font de Millars.
Els diferents cursos d'aigua de Millars compten amb passos a gual, aquí anomenats passallissos. Hi trobem el Passallís de la Ruta Vella, el del Bulès, el del Camí de Tuïr, el del Mas d'en Burgat i el del Mas Deloris.

### El relleu
Alguns dels topònims del terme indiquen formes de relleu, com ara colls: Coll del Bou, o Pas del Llop; comes: Coma de Jan, Coma del Duc, Coma dels Muts, Coma de Margall, Coma de Vinagre, Coma Fonollera i la Comella; muntanyes: el Mont Ner; plans: el Pla de Comalada, les Planes Altes, les Planes de Baix, les Planes d'en Burguera i els Plans.

### El terme comunal

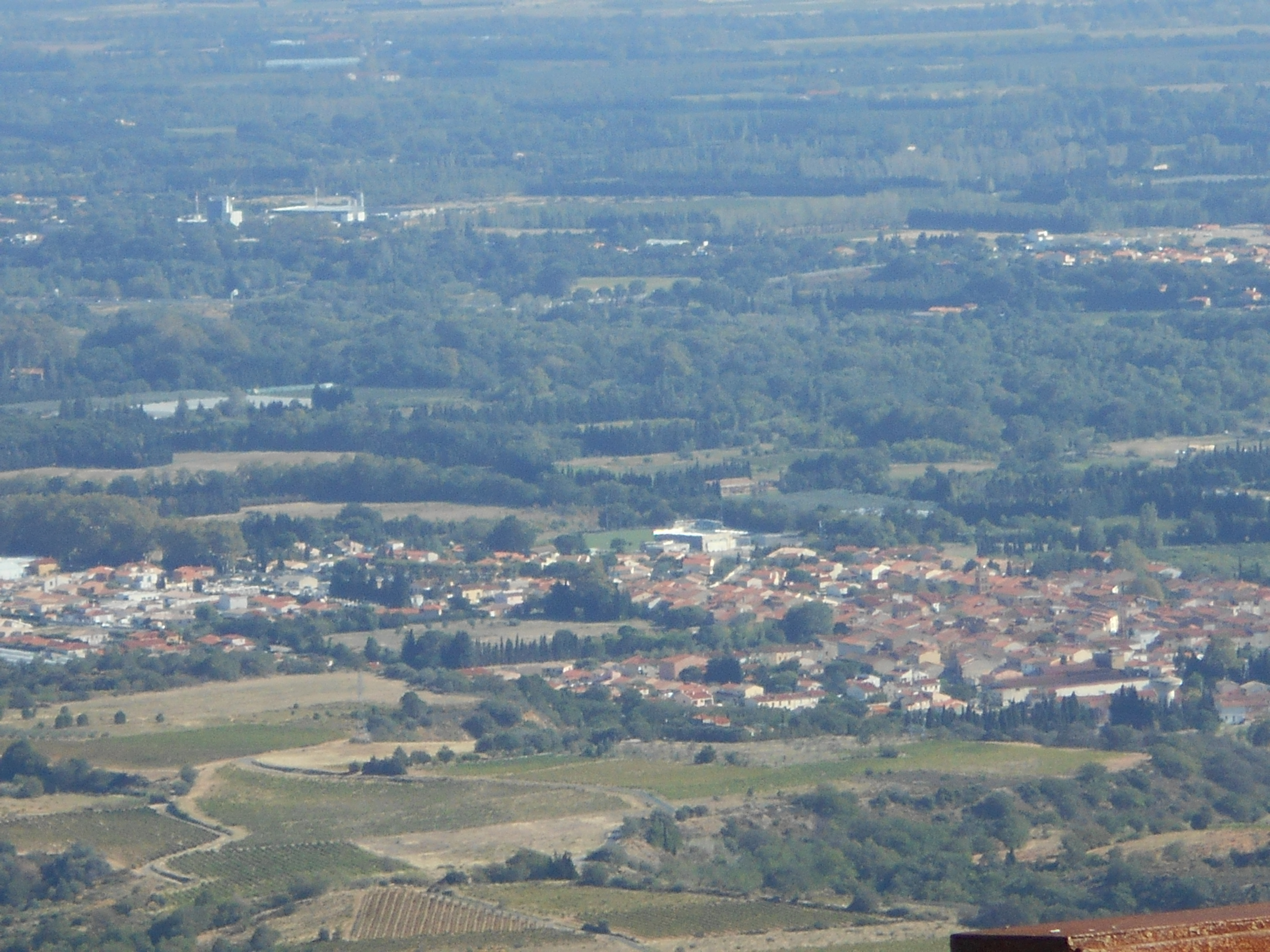
Vista de Millars des de Força Real

Les partides i indrets específics del terme de Millars són els Alous, les Arboceres, l'Arca, les Argiles, el Bulès (com a nom de territori, no només del riu homònim, del qual pren el nom), el Bosc de la Vila, o Bosc Comunal de Millars, la Cabra Salada Alta, o la Cabra Eixaiada, la Cabra Salada Baixa, els Camins d'Illa, els Campells, els Camps Bernats Alts, els Camps Bernats Baix, els Camps de la Bassa, els Camps de la Porta, els Camps de les Canals, els Camps d'en Lloberes, els Camps Grans, els Camps Llargs, el Capítol, les Clairanes, o Claranes, les Closes, el Coll de la Batalla, el Coll del Bou, el Coll del Bou Baix, la Corbatera, el Cortal del Baró, Dellà Bulès, Dellà l'Aigua, les Esclotes, Escota Quan Plou, el Falconer, Fontanilles, la Font de la Milla, Fontfreda, Força Real, Gironelles, les Gotines, Mas Bonet, Mas de la Garriga, Mas Deloris, Mas de la Madama, Mas Denaigues, Mas d'en Burgat, Mas d'en Reganya, Mas Trencat, el Moli Nou, els Palaus, els Pedreguets, el Puig d'en Roure, o d'en Rourer, Puig Galliner, el Rec de Cornellà, Ribes Elnes, les Rotes, el Salt de la Dona, Sant Martí Alt, Sant Martí Baix, Timbaus de Coma Vinagre, el Tornall de Dellà, els Tornalls, la Vall-llobera, la Vila, els Vivers, el Volonàs i la Zona Artesanal. Alguns són ja en desús, noms antics, com Bolfaric i Sant Genís del Bulès. Alguns són senyals termenals, com el Piló Blanc, el Piló de Fontanilles i el Roc del Corbàs.

#### El Cadastre napoleònic
En el Cadastre napoleònic del 1812, el terme de Millars apareix dividit en cinc seccions: al nord-oest, la secció de Sant Martí, que inclou les partides del Coll de la Batalla, del Coll del Bou, del Coll del Bou Baix, de la Coma Fonollera, del Mas Denaigues, de l'Arca, de Sant Martí Alt, de les Clairanes, del Puig d'en Roure, de Sant Martí Baix, amb el Mas de Sant Martí, de la Coma del Duc i del Bosc de la Vila. Al centre de la part nord del terme comunal es troba la secció de les Planes, amb les partides de la Corbatera, una segona partida del Coll del Bou, els Camps Bernats Alts, la Cabra Salada Alta, la Cabra Salada Baixa, els Camps Bernats Baix, el Mas Ferriol, amb el mas d'aquest nom, el Mas Trencat, amb les restes del mas homònim, les Planes Altes, les Arboceres, les Planes d'en Burguera, amb el Cortal d'en Pasqual i el Cortal Selva, la Teuleria, amb la teuleria que li dona nom i una altra construcció rural, el Rec de Cornellà, amb una caseta anomenada la Maisonnette en el mapa cadastral, i Dellà l'Aigua. Finalment, al nord-est, la secció de Nostra Senyora, amb les partides de Fort Sarral (Força Real), els Camps Bernats, el Mas de la Garriga, amb el mas homònim, los Campells, el Cortal del Baró, amb el cortal d'aquest nom, la Vall-llobera, la Coma de Vinagre i el Tornall de Dellà. Aquestes tres seccions ocupen la part del terme de Millars a l'esquerra de la Tet.
A l'altra banda del riu, a la dreta, on hi ha la vila de Millars, hi ha dues seccions més. A la part oest, la del Bulès, amb les partides de los Vivers, els Camps de la Bassa, los Camís d'Illa, los Alous, els Camps de les Canals, les Closes, la Font de la Milla,

## Transports i comunicacions

### Carreteres
Travessen el terme de Millars fins a set carreteres. D'una banda, la carretera D - 16, que a l'extrem sud-est del terme fa de termenal amb Corbera la Cabana i Cameles, però no afecta pràcticament gens la població de Millars.
La D - 46 (Millars - Corbera la Cabana), que travessa el terme de Millars en avall i enllaça el poble de Millars amb les carreteres D 16 i D - 615. Enllaça Millars amb Corbera la Cabana en poc menys de 8 quilòmetres.
La D - 56 (Nefiac - Corbera la Cabana), que a l'extrem de ponent del terme defineix el termenal entre Millars i Nefiac, Illa i Corbera, però no afecta gens el nucli de població de Millars.
La D - 612 (Estagell - D - 22, a Sant Cebrià de Rosselló) travessa el terme de Millars de nord a sud-est. Des de Millars mena en 12 quilòmetres a Estagell i en 8 a Montner, cap al nord, i en 11 a Tuïr, 12 a Llupià, en 18 a Trullars, en 24,5 a Bages de Rosselló, en 27,5 a Montescot, en 33 a Elna i en 37 a Sant Cebrià de Rosselló, pel costat sud-est.
La D - 614 (D-900, a Pià - D - 612, a Millars), que procedeix de Pià, a 23 quilòmetres, i passa per Ribesaltes (a 22), Paretstortes (a 19), Baixàs (a 15), Pesillà de la Ribera (a 7), Cornellà de la Ribera, a 4, i Millars.
La D - 916 (traçat antic de la N - 116), que uneix Millars amb Nefiac (5,9 quilòmetres) i Illa (10,8), cap a ponent, i Sant Feliu d'Amunt (2,2), Sant Feliu d'Avall (3,8), el Soler (8,2) i Perpinyà (18,6), cap a llevant, mentre que cap a ponent s'uneix amb la carretera N - 116 quan aquesta abandona el format d'autovia, tot just entrar en el terme de Bulaternera, que queda a 15,2 quilòmetres de Millars.
Finalment, hi ha la carretera nacional N - 116 (Perpinyà - la Guingueta d'Ix), que venint de Perpinyà té forma d'autovia fins a prop de Bulaternera. Aquesta carretera, que passa al nord del nucli de població de Millars, serveix d'eix per a enllaçar aquesta vila amb la resta de poblacions nord-catalanes.

### Transport públic col·lectiu
Millars té un bon servei de transport públic. La línia 200 (Perpinyà - Prada) uneix les poblacions de Perpinyà, el Soler, Sant Feliu d'Avall, Sant Feliu d'Amunt, Millars, Nefiac, Illa, Bulaternera, Rodès, Vinçà, Marqueixanes, Eus i Prada. Aquesta línia ofereix cinc serveis diaris en direcció ponent, un d'ells de caràcter semidirecte, que té parada a Millars, i només tres a la inversa, un d'ells també semidirecte. No circula els dies festius.
Amb un traçat similar hi ha la línia 240, que ofereix quatre serveis diaris en direcció a Perpinyà i sis cap a Prada. Com l'altre, alguns d'aquests serveis és semidirecte, amb parada a Millars, i tampoc no circula els dies festius.
La línia 260, també amb recorregut i característiques semblants, té dos serveis diaris en cada direcció. Circula cada dia, però el diumenge amb horaris diferents.
La línia 220, de Perpinyà a Illa, ofereix quatre serveis diaris en cada direcció, i no circula els dies festius.

### Ferrocarril
Millars té estació de tren de la línia Perpinyà - Vilafranca de Conflent, on enllaça amb l'anomenat tren groc, de Vilafranca de Conflent a la Tor de Querol. És la línia 12 TER Llenguadoc Rosselló.

### Els camins del terme
Una part dels camins de Millars són interns del terme propi, com ara el Camí Botànic, el de Força Real, un altre Camí de Força Real, també anomenat Camí de Creu, el Camí de la Coma del Duc, el de la Comella, o dels Pedreguets, el de la Font, el de la Font de la Milla, o del Cementiri, abans Camí de la Ribera, el Camí de l'Arca, el del Bosc de la Vila, el de les Clairanes, el del Mas de la Garriga, el del Mas Deloris, el del Mas Denaigues, el del Mas d'en Burgat, el del Molí de l'Oli, el dels Aspres, el dels Vivers, el del Tornall de Dellà i el dels Tornalls, o del Molí Nou.
D'altres camins enllacen amb els pobles dels entorns: Camí de Bellestar, Camí de Caladroer, o de Caladret, o Camí Vell de Caladret, Camí de Corbera, Camí del Coll del Bou, o Camí Vell d'Estagell, Camí del Rec de Cornellà, o Camí Vell de Montner, Camí de Montner, Camí o Travessa de Nefiac, Camí de Nefiac des de Corbera, Camí de Tuïr, des de Nefiac, Camí d'Illa, Camí Realet, abans Ralet d'Illa, Camí de Sant Martí, o de Bellestar, Camí Vell de Caladret, Camí Vell de Cornellà, Camí Vell de Montner, Camí Vell d'Estagell, Ruta de Corbella a Sant Feliu, abans Camí Ral, Ruta de Cornellà, Ruta del Coll de la Batalla, Ruta de Nefiac, Ruta de Perpinyà, Ruta de Tuïr, Ruta Vella de Perpinyà, abans Camí de Sant Feliu i Ruta Vella de Tuïr. Esment a part mereix el Camí de Ferro, nom popular de la via del tren que travessa el terme de Millars.

## Activitats econòmiques

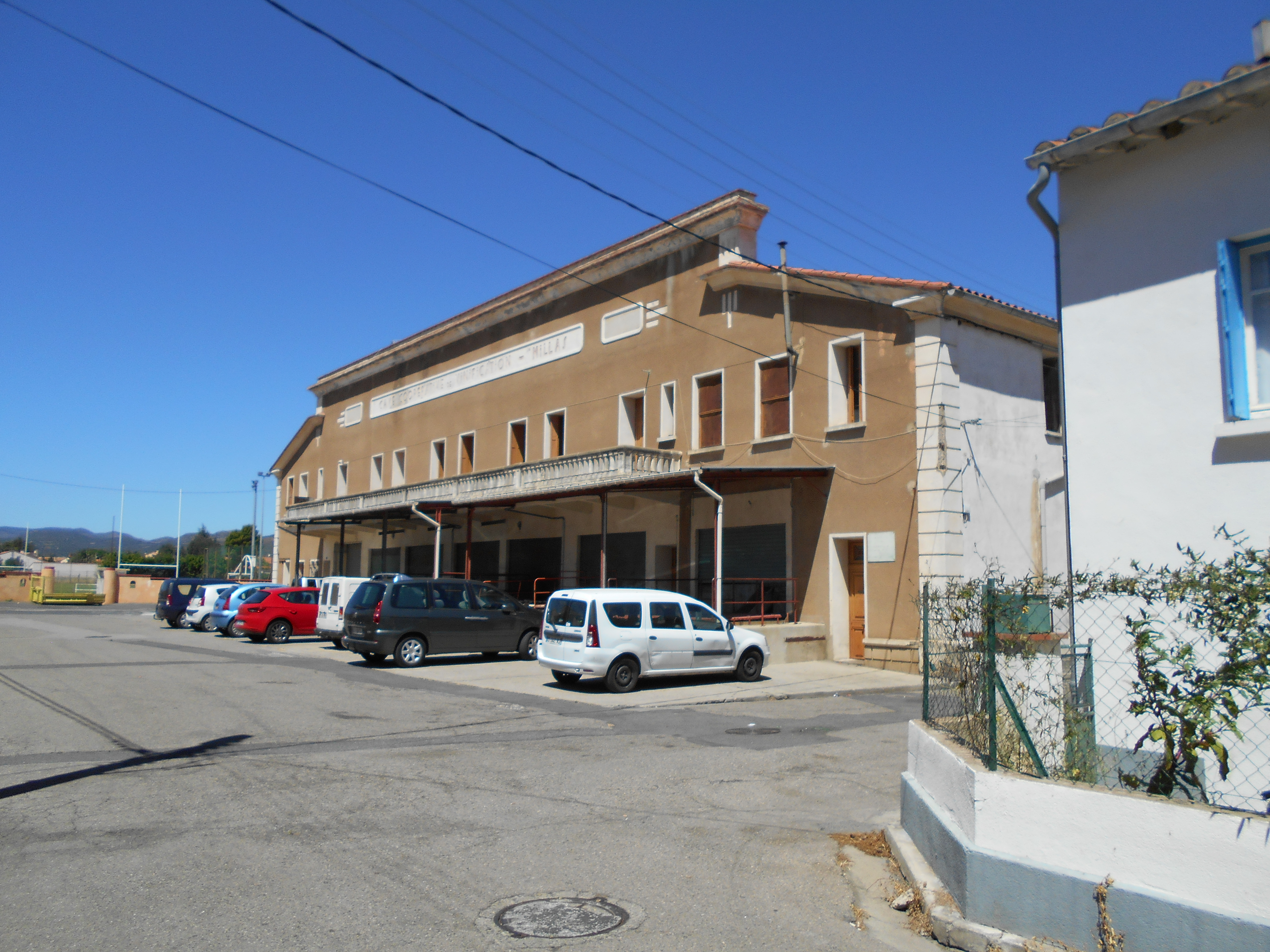
La Cava Cooperativa

La principal activitat econòmica de Millars es basa en l'agricultura, que es concentra a la plana al·luvial de la Tet, principalment a la seva riba dreta. S'hi conrea gairebé un miler d'hectàrees, principalment arbres fruiters i hortalisses, amb vinya als turons de la part nord del terme. És aquest el principal conreu, dedicat meitat i meitat a vins comuns i de denominació d'origen controlada. Els fruiters, amb una mica menys d'extensió dedicada a ells que a la vinya, són sobretot préssecs, albercocs i cireres. Les hortalisses, amb una mica menys d'extensió que els fruiters, són enciams, escaroles, julivert, tomàquets i productes primerencs. Molt poca extensió, quasi testimonial, es dedica a prats i farratges.
En els darrers anys, principis del segle xxi, s'ha dut a terme una eficaç promoció de la producció d'oli d'oliva sobre la base de les espècies autòctones olivera i verda.
La fruita és comercialitzada per la Cooperativa Agrícola La Paisana, i el raïm, per una gran Cava Cooperativa de Vinificació. El mercat a l'engròs de Millars, molt important antigament, va desaparèixer cap als anys 60 del segle xx, tot i que ha donat peu a una recuperació de les festes al carrer i de la catalanitat en els primers anys del segle xxi: a principis d'agost s'hi fa una festa popular molt concorreguda, en la qual un dels protagonistes és la llengua catalana.

## Història

### Prehistòria
L'ocupació d'aquest territori degué ser bastant antiga, ja que s'hi ha trobat el dolmen conegut com l'arca, a més d'una necròpolis, un camp d'urnes d'incineració, en una excavació que va comptar amb la participació de l'historiador i arqueòleg Pere Ponsich. Fou localitzat a la zona de ponent de l'actual nucli de població, al lloc anomenat les Canals, entre el Rec de les Canals (actual passatge del Ratjat) i la carretera general, en un lloc on no s'hi ha construït encara el 2018, almenys en la zona on hi ha la necròpolis (si al nord i a l'oest de les parcel·les, on es dreça una casa a cadascuna). D'altres testimonis corroboren el poblament en temps prehistòrics de Millars, com les destrals polides, neolítiques, dels Palaus, al sud-est del poble, Bulès dellà.

### Edat Antiga
Nombroses són també les restes d'època romana, com una pedra en forma de timpà amb la inscripció OTO GEM (possiblement d'ex voto Geminus), que fou malauradament destruïda, que lluïa en la llar de foc d'una casa. En unes obres va aparèixer un capitell corinti del segle vi, que es va poder salvar.

### Edat mitjana
El document més antic que esmenta (Millares, 898) el nom de la població també parla d'una presa d'aigua (caput aquis) i del canal que a partir del castellare de Sant Martí rega el Riberal de l'esquerra de la Tet. El 953 un altre document parla de Miliaso, alhora que de Puliano, possiblement per la vila romana que estaria a l'origen del topònim dels Palaus. També entre els segles x i xi es parla d'un alou important de Sant Miquel de Cuixà in villa Milliarii, Miliarium o Miliarios. A mitjan s.X un altre document parla de la donació de possessions de Riculf a la seva filla Ranlo, muller d'Adroer (possible origen de Caladroer), on descriu un alou important, format per cases, edificacions agrícoles, terres, horts, vinyes i garrigues. Ranlo i Adroer permutaren aquestes terres amb els seus germans Isarn i Esteve: aquesta permuta possiblement és l'origen de Caladroer. Esteve donà o llegà la seva part al comte Guifré de Cerdanya, el qual en feu donació el 1027 a Sant Martí del Canigó, alhora que el fill d'Isarn, Esteve Isarn, inicià un procés contra aquest comte per tal de recuperar les terres que havien estat del seu oncle; el va perdre.
No apareixen senyors laics de Millars fins al segle XII: Artau de Castellnou, tercer fill de Guillem Udalgar III, vescomte de Castellnou, s'intitulava Artau de Millars i de Nefiac el 1157. Consta que el 1163 compartia la senyoria de Millars amb Pere de Domanova, marit D'Ermessenda de Millars, i Ramon de la Tor. El 1167, el seu fill Udalgar jurava fidelitat pel lloc i castell de Millars al rei Alfons el Cast. A finals del s.XII la senyoria de Millars estava en mans dels Castellnou-Millars, però sembla que el consenyoriu fou tornat a Pere Ramon de Millars i Ramon II de la Tor, probables fills dels abans esmentats dels mateixos cognoms. El 1211 era Ponç IV de Vernet, senyor de Vernet, Torrelles, Talteüll, Vingrau i altres, qui tenia la possessió de la meitat del Castell de Millars, i el 1260 era Ponç V de Vernet qui posseïa aquesta meitat del castell (l'altra meitat consta com a possessió de Guillem Hug de Serrallonga), però el 1261, mogut per un procés inquisitorial contra el seu pare, canvià amb Ponç Hug d'Empúries Millars per Cadaqués, reservant-se, però l'usdefruit de Millars de per via. Morí l'any següent, i Ponç Hug d'Empúries entrà en plena possessió de Millars.
El 1270 el comte Hug V d'Empúries vengué els seus drets sobre Millars a l'infant Jaume d'Aragó, futur rei de Mallorca, qui conformà els privilegis dels millassos, afegint-ne de nous. El 1294 feia capbreu del terme de Millars. El seu fill, Jaume III de Mallorca, en feu donació en franc alou a Bernat de So, primer vescomte d'Èvol, tot i reservar-ne l'alta jurisdicció per al poder reial. Amb la reintegració del Regne de Mallorques als dominis del comte de Barcelona i rei d'Aragó, Pere III el Cerimoniós, Bernat II de So, fill de l'anterior, s'hi sotmeté, cosa que va permetre-li conservar-ne la senyoria, alhora que obtenia un lloc rellevant a la cort del monarca. A la seva mort, Millars tornà a mans directes de la corona, i el 1387 Joan I atribuïa el seu senyoriu a Ramon de Perellós, a qui el 1391 instituïa vescomte de Perellós. Ramon de Perellós és l'autor de la curiosa novel·la de viatges i aventures Viatge al Purgatori de Sant Patrici.

### Edat Moderna
Fins al 1592 la senyoria de Millars estigué aparellada al vescomte de Perellós, fins que el 1595 fou atribuïda a Alexis Albert, del qual passà al seu fill Felip i després a la seva filla Francesca, religiosa a Barcelona, qui moria el 1683. Atribuït aleshores al baró de Montclar i, després de diversos traspassos, arribà a mans d'Esteve de Blanes, mort el 1741. A favor d'aquest darrer personatge fou creat el 1719 per Lluís XV el Marquesat de Millars. En foren marquesos Esteve de Blanes, el seu fill Joan Esteve de Blanes, mort el 1764, i la seva vídua, Maria Àngela Delpàs de Sant Marçal, famosa per la seva tempestuosa relació amb el mariscal de Mailly, lloctinent reial al Rosselló. Amb la Revolució Francesa s'extingí el marquesat, i la marquesa, exiliada a Barcelona, morí en la indigència.

### Edat Contemporània
A començaments de l'edat contemporània es desenvolupà la Guerra del Rosselló, o Guerra Gran, en la qual tot el Riberal de la Tet, amb Millars al bell mig, es va veure sacsejat pels fets bèl·lics d'aquell moment. Entrades les tropes espanyoles del general Antonio Ricardos el 17 d'abril del 1793 en el departament, el 6 de juny capitulava la fortalesa de Prats de Molló (la vila i el Fort de la Guàrdia), el 24 de juny ho feia el Castell de Bellaguarda, i Perpinyà esdevenia el principal objectiu militar. L'1 de juliol Ricardos instal·lava el seu quarter general a Tuïr amb la intenció de fer la pinça a la ciutat de Perpinyà per l'oest, travessar la Tet a Millars i tallar les comunicacions de la ciutat i del Rosselló amb el Llenguadoc. Millars fou ocupat pels espanyols el mateix 1 de juliol al vespre, però no de forma fàcil: hi hagué combat fins al dia 3, en què els invasors van sotmetre militarment totes les poblacions entre Millars i Vilafranca de Conflent. El 17 de juliol es va llançar un atac frontal a Perpinyà, també amb la intenció de passar a l'esquerra de la Tet, amb tropes d'elit a les ordres del general Conde de la Unión. El 10 d'agost hi va haver el tercer intent de travessar la Tet, a l'alçada de Cornellà de la Ribera, però els homes del mariscal de camp espanyol Adorno també fracassen, fins que el 29 d'agost Cornellà de la Ribera caigué, després d'un atac massiu, amb un atac que abraçava d'Illa al Soler comandat pel mateix Ricardos. Persistiren les accions fins a la batalla de Paretstortes, el 17 de setembre, moment en què els espanyol van ser derrotats, i s'hagueren de retirar cap al sud, deslliurant així el Riberal, i Millars, del seu domini. Els espanyols abandonaren Millars el dia 19 de setembre del 1793. Durant aquesta ocupació, una part de la població, que simpatitzava més amb la causa del rei del sud que no pas amb la de la nova República nascuda de la Revolució, acolliren de bon grat un exèrcit que encarnava l'Antic Règim.

## Demografia

### Demografia antiga
La població està expressada en nombre de focs (f) o d'habitants (h)
| 90 f | 86 f | 142 f | 155 f | 105 f | 200 f | 248 f | 303 f | 290 f | 600 h | 1.356 h | 290 f | 322 f |

Font: Pélissier 1986

### Demografia contemporània
| Evolució de la població |       |       |       |       |       |       |       |       |
| 1793                    | 1800  | 1806  | 1821  | 1831  | 1836  | 1841  | 1846  | 1851  |
| 1.218                   | 1.274 | 1.456 | 1.774 | 1.970 | 2.100 | 2.090 | 2.251 | 2.176 |

| 1856  | 1861  | 1866  | 1872  | 1876  | 1881  | 1886  | 1891  | 1896  |
| ----- | ----- | ----- | ----- | ----- | ----- | ----- | ----- | ----- |
| 2.090 | 2.035 | 2.090 | 2.013 | 2.260 | 2.279 | 2.239 | 2.460 | 2.208 |

| 1901  | 1906  | 1911  | 1921  | 1926  | 1931  | 1936  | 1946  | 1954  |
| ----- | ----- | ----- | ----- | ----- | ----- | ----- | ----- | ----- |
| 2.244 | 2.214 | 2.199 | 2.106 | 2.125 | 2.160 | 2.067 | 2.108 | 2.215 |

| 1962  | 1968  | 1975  | 1982  | 1990  | 1999  | 2005  | 2008  | 2010  |
| ----- | ----- | ----- | ----- | ----- | ----- | ----- | ----- | ----- |
| 2.453 | 2.489 | 2.569 | 2.824 | 3.091 | 3.452 | 3.731 | 3.877 | 3.924 |

| 2013  |
| ----- |
| 4.077 |

Fonts: Ldh/EHESS/Cassini fins al 1999, després INSEE a partir deL 2004

### Evolució de la població

Població 1962-2008

Després dels barris de Sant Jaume i del Vernet a Perpinyà, Millars és probablement el segon indret de la Catalunya del Nord que compta amb una comunitat gitana important (representa aproximadament un 10% de la població). Es concentra essencialment al centre del poble a prop de l'Ajuntament tot i que existeix una mixitat als barris.

## Administració i política

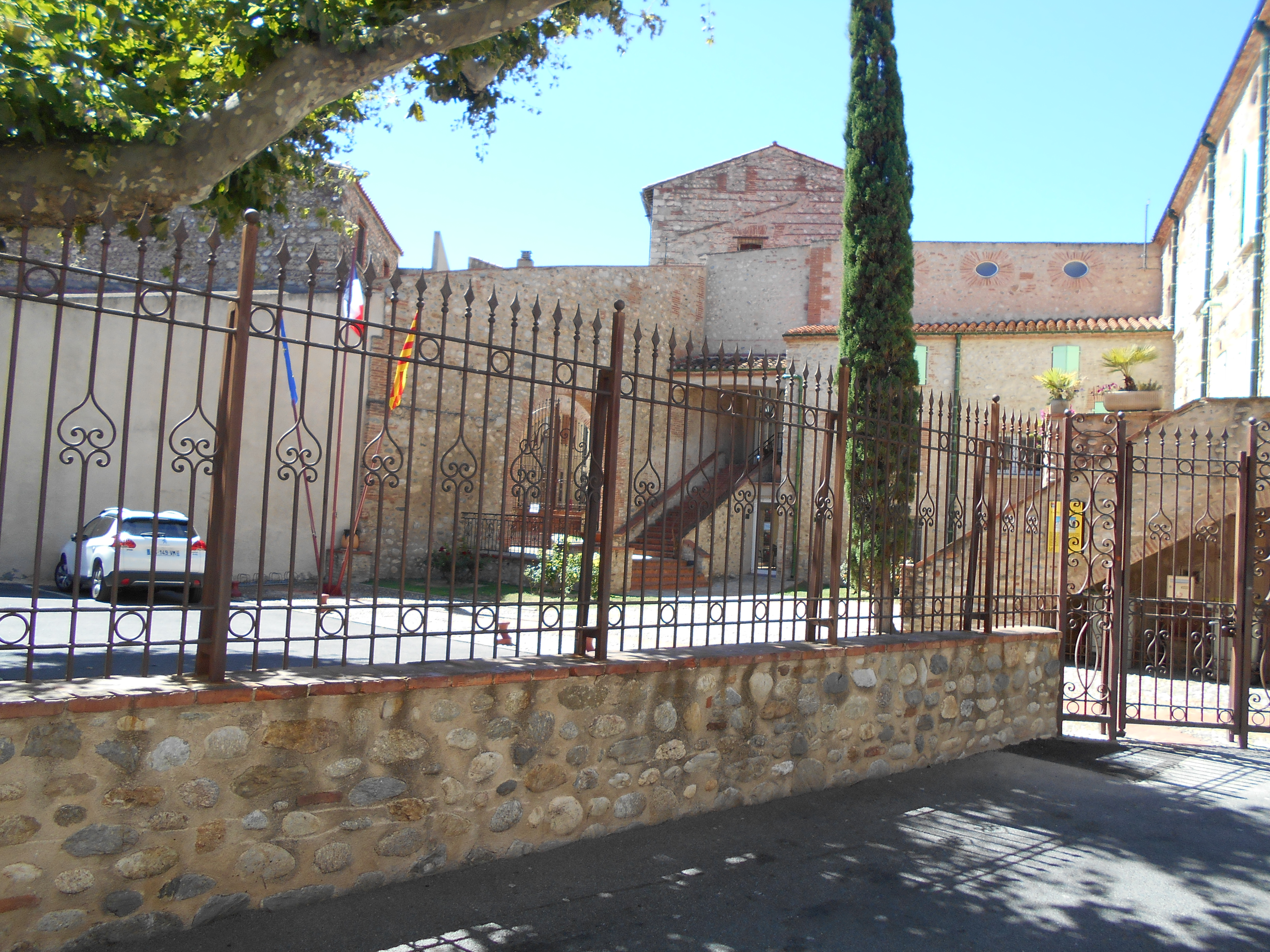
La Casa del Comú

### Batlles[14]
| Període                         | Nom                | Opció política | Comentaris                                                                |
| ------------------------------- | ------------------ | -------------- | ------------------------------------------------------------------------- |
| Març del 1983 - Març del 1995   | François Beffara   | PS             | Conseller general. Sogre de Christian Bourquin i pare de Damienne Beffara |
| Març del 1995 - Març del 2001   | Christian Bourquin | PS             | Enginyer agrònom. Antic conseller general. Gendre de François Beffara     |
| Març del 2001 - Juliol del 2020 | Damienne Beffara   | PS             | Professora. Filla de François Beffara i muller de Christian Bourquin      |
| Juliol del 2020 - Moment actual | Jacques Garsau     | SE             |                                                                           |

### Legislatura 2014 - 2020

#### Batlle
- Damienne Beffara.

#### Adjunts al batlle
- 1a: Ginette Moral, encarregada dels Afers socials (persones grans i amb dificultats)
- 2n: Joseph Vendrell, encarregat d'Urbanisme, obres públiques i xarxes seques
- 3a: Jacqueline Albafouille, encarregada de la infantesa i la joventut
- 4t: Michel Hoet, encarregat de Neteja pública, brossa i deixalles
- 5a: Laurence Noguera, encarregada de Vida associativa, desenvolupament cultural, turístic, comercial i artesanal
- 6è: Henri Adroguer, encarregat d'Edificis comunals.

#### Consellers municipals
- Jean-François Navarro
- Brigitte Baches
- Mériem Beloufa
- Régis Bienaime
- Monique Boher
- Gilbert Bosc
- Denis Bru
- Hervé Carle
- Renée Cremaschi
- Bernard Douffiagues
- Isabelle Forcadell
- Jacques Garsau
- Nathalie Mouret
- Alain Pelissier
- Eve Pelous
- Claude Person
- Serge Ruiz
- Christiane Saintjevint
- Nadine Sales
- Nathalie Vergnettes.

### Adscripció cantonal

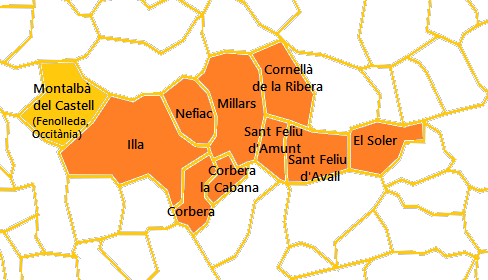
Mapa del Cantó de la Vall de la Tet

A les eleccions cantonals del 2015 el poble de Millars ha estat inclòs en el cantó número 16, denominat La Vall de la Tet, amb capitalitat al poble del Soler. Està format per la vila d'Illa i els pobles de Corbera, Corbera la Cabana, Cornellà de la Ribera, Millars, Nefiac, Sant Feliu d'Amunt, Sant Feliu d'Avall i el Soler, tots de la comarca del Rosselló, i Montalbà del Castell, de la Fenolleda (nou agrupament de comunes fruit de la reestructuració cantonal feta en saó de les eleccions cantonals i departamentals del 2015). Són conselleres per aquest cantó Damienne Beffara, batllessa de Millars i Robert Olive, batlle de Sant Feliu d'Amunt, tots dos del Partit Socialista.

### Serveis comunals mancomunats
Millars forma part de la Comunitat de comunes de Rosselló - Conflent, amb capitalitat a Illa, juntament amb Illa, Bellestar, Bula d'Amunt, Bulaternera, Casafabre, Corbera, Corbera la Cabana, Cornellà de la Ribera, Glorianes, Montalbà del Castell, Nefiac, Prunet i Bellpuig, Rodès, Sant Feliu d'Amunt i Sant Miquel de Llotes.

## Ensenyament i Cultura
Millars disposa d'una escola pública maternal i primària, que comparteixen l'edifici de les escoles velles del poble, tot i que remodelat. Els dos nivells d'ensenyament tenen accessos individualitzats. Hi ha també el col·legi de secundària Christian Bourquin. Pel que fa als estudis secundaris, els nois i noies de Millars poden assistir als col·legis propers d'Estagell, Illa, Sant Esteve del Monestir, el Soler, Toluges o Tuïr. Pel que fa al batxillerat, els liceus més propers són a Perpinyà i Prada de Conflent.

### Cultura popular i tradicional

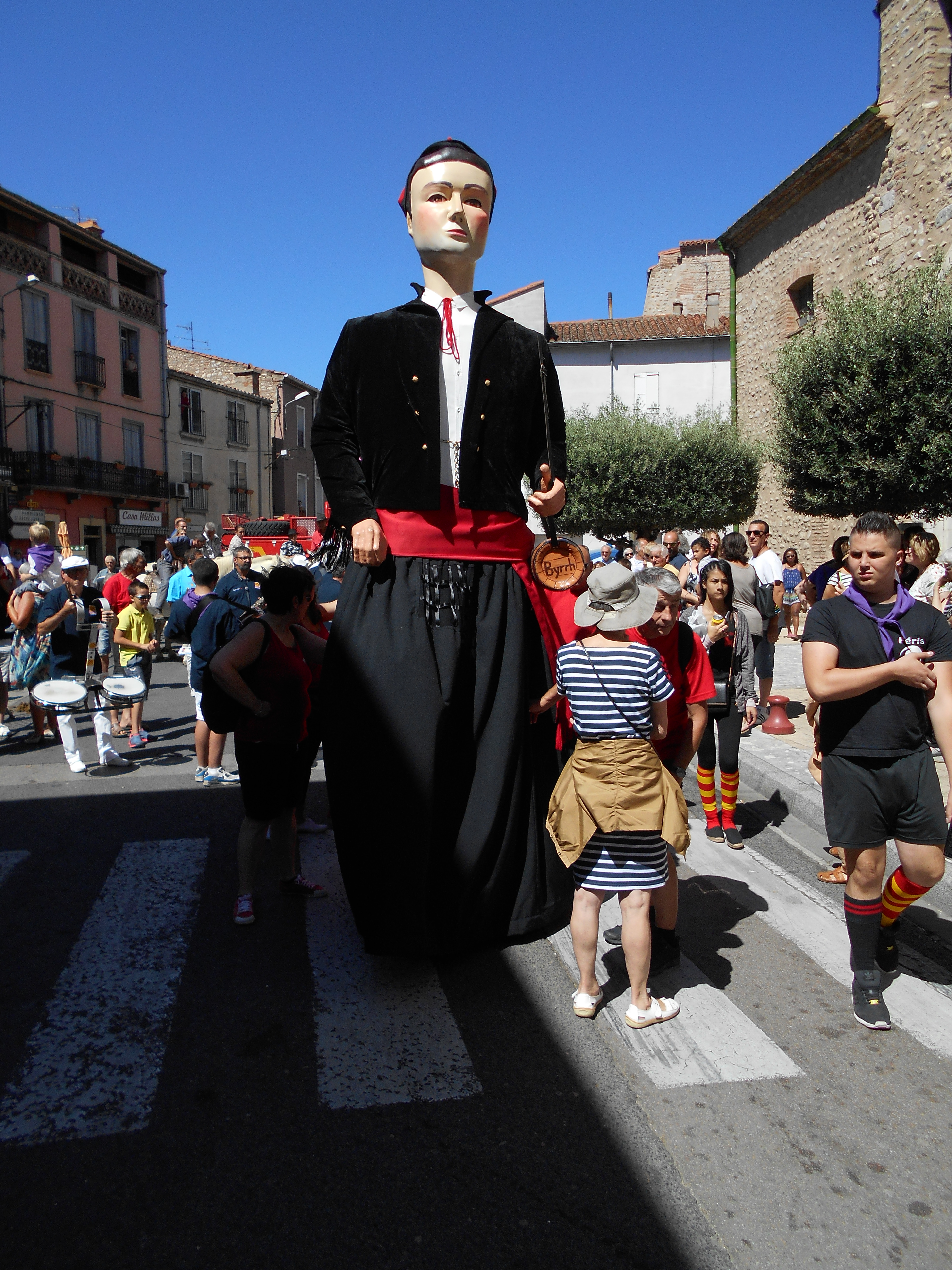
L'hereu, gegant de Millars

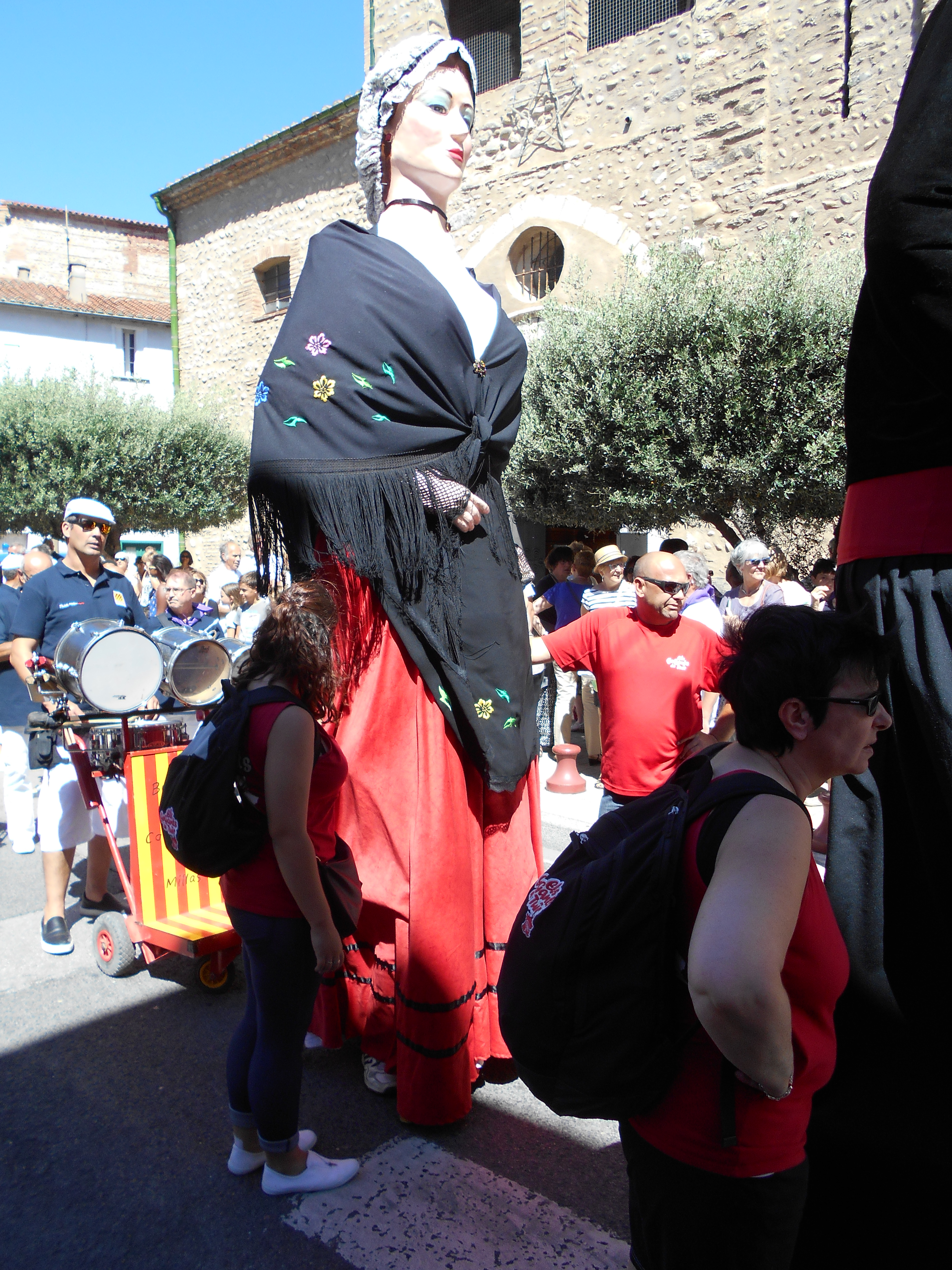
La pubilla, geganta de Millars

Millars té una parella de gegants festius tradicionals, que encarnen les figures populars de l'hereu i de la pubilla com a encarnació dels valors de la cultura -i de la sociologia- catalana tradicional.
Cada any, el primer cap de setmana d'agost, Millars acull unes festes populars on prenen un gran relleu els elements de cultura popular i tradicional nord-catalans: diables i bruixes (sobretot els Diables del Riberal), castellers, gegants i capgrossos, etc.

## Serveis socials

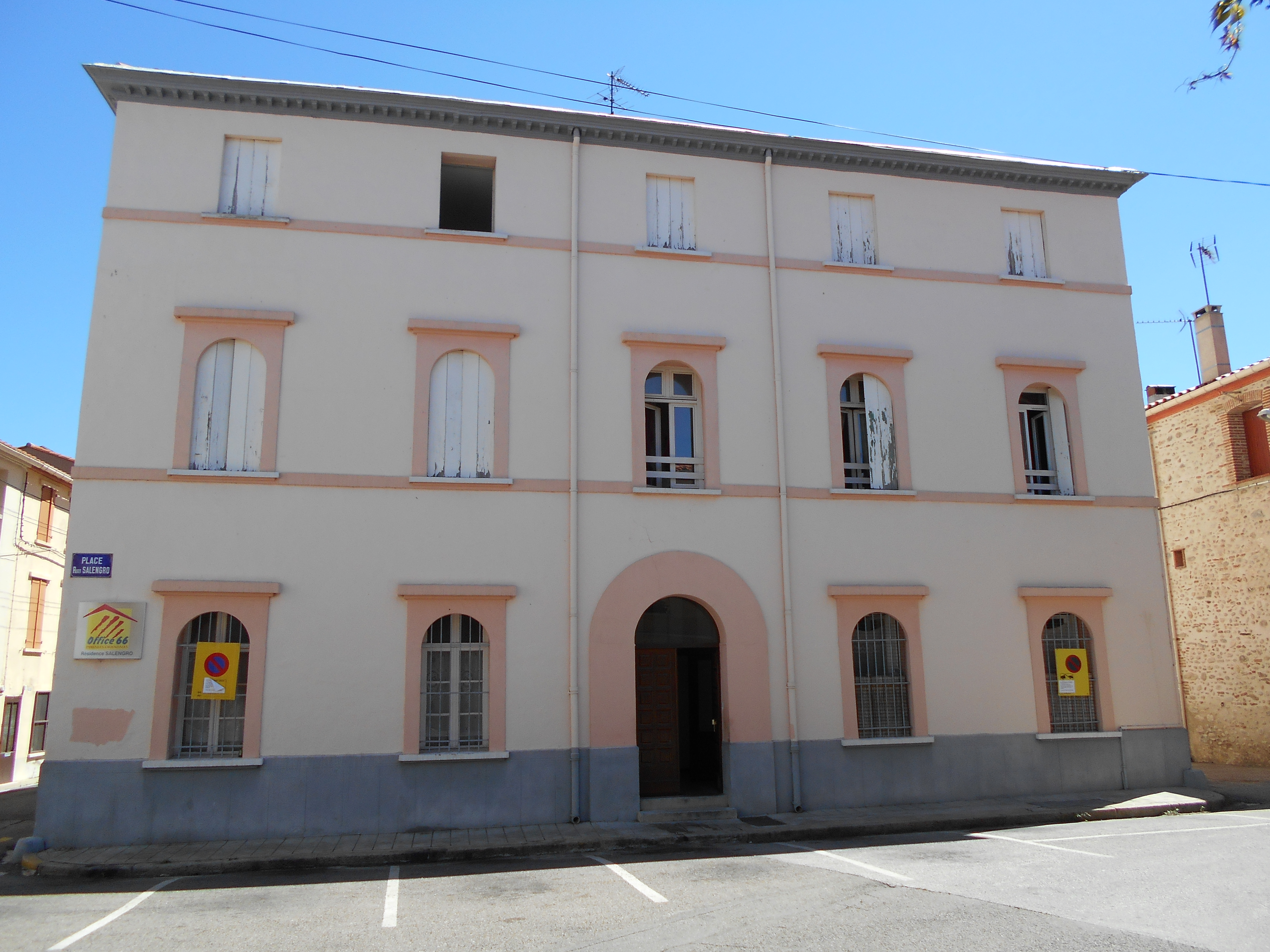
L'antic hospital, ara llar d'avis

Millars havia tingut hospital o hospici. Situat a la plaça de Roger Salengro, en l'actualitat hostatja una llar d'avis pública.

## Persones il·lustres
- Pere Nicolau, escriptor i eclesiàstic del segle XVI
- Victor Aragon, erudit, escriptor i jurista nord-català del segle xix
- Emmanuel (1856-1903) i Gaudérique Roget (1846-1917), militars condecorats
- Cristià Camps, catedràtic de llengua i cultura catalana, especialista d'occità i lingüista (nascut el 1944)
- Josep Tolzà, escriptor nascut el 1931 a Millars, autor de diverses obres de teatre en català (El vi de l'Anton, Tresserres...).
- Christian Bourquin
- Maties Mazarico.